# К'ініч-Пополь-Холь
К'ініч-Пополь-Холь(між 410 та 416— бл. 455) — ахав Шукуупа у бл.437 — 455 роках.

## Життєпис
Син ахава К'ініч-Яш-К'ук'-Мо. Був фактичним співволодарем батька з 435 року. Невдовзі після цього успадкував владу. Точна дата сходження на трон невідома. Перша дата, яку надійно пов'язують з К'ініч-Пополь-Холєм, є закінчення періоду 9.0.2.0.0, 13 Ахав 3 Кех (30 листопада 437 року).
Відомий насамперед як будівельник та ініціатор посмертного культу свого батька. В його правління над платформою Йаш була побудовано прикрашену стукко платформу Мотмот, де зображено К'ініч-Яш-К'ук'-Мо та К'ініч-Пополь-Холя. Датою її освячення вважаються 441, 443 або 446 роки.
Було зведено майданчик для гри в м'яч, який пізніше перебудовувався наступниками цього володаря. Він наказав вкрити будову «Хуналь» і розташовану під нею гробницю засновника династії новою платформою, званою Йехналь. На відміну від Хуналя з його мексиканським стилем, Йехналь мав чітко майяську конструкцію: основу цієї платформи прикрашали великі розфарбовані червоною фарбою маски сонячного бога К'ініч-Тахаль-Вайіб'а, що тісно ріднить Йехналь з спорудами в Петені того часу. Усередині платформи була приготовлена поховальна камера, що призначалася для самого К'ініч-Пополь-Холя, але, перш ніж її встигли використати, над Йехналем звели нову велику платформу, яку археологи назвали «Маргаритою». З боків від її зовнішніх сходів розмістили яскраво пофарбовані панелі зі стукко. Зображені на них ара і кецалі з переплетеними шиями і масками бога сонця в дзьобах утворювали повнофігурну запис імені К'ініч-Йаш-К'ук'-Мо'.
За наказом цього ахава було створено стелу 63 — один з найважливіших раннеклассической монументів Копана. Від двох інших монументів — стели 18 і 28 — збереглися лише фрагменти.